# Richtlinie 2008/52/EG (Mediationsrichtlinie)
Die Richtlinie 2008/52/EG über bestimmte Aspekte der Mediation in Zivil- und Handelssachen, kurz Mediationsrichtlinie, ist eine Richtlinie der europäischen Gemeinschaft zur Mediation innerhalb des Europäischen Wirtschaftsraumes.
Ihre Bestimmungen gelten ausdrücklich nur für die Mediation bei grenzüberschreitenden Streitigkeiten, wobei es den Mitgliedstaaten unbenommen bleibt, sie auch auf interne Mediationsverfahren anzuwenden.
Die Richtlinie ist, wie alle europäischen Richtlinien, an die Mitgliedstaaten gerichtet und sie musste daher von den einzelnen Mitgliedstaaten in nationales Recht umgesetzt werden. Die Mitgliedstaaten setzten vor dem 21. Mai 2011 die Rechts- und Verwaltungsvorschriften in Kraft, die erforderlich waren, um dieser Richtlinie nachzukommen.
Die Richtlinie gilt nicht für Dänemark.
Zur Umsetzung in Deutschland dient das Mediationsgesetz.

## Inhalt der Richtlinie
Die Mediationsrichtlinie regelt unter anderem die Vollstreckbarkeit von in Mediation getroffenen Vereinbarungen in Streitigkeiten, welche EU-Grenzen überschreiten, die Vertraulichkeit bezüglich der Mediatoren und der in der Mediation eingebunden Personen im Hinblick auf eventuelle Schieds- oder Gerichtsverfahren, und die Hemmung der Verjährung für die Zeitdauer, die für die Mediation erforderlich ist.
- Artikel 1: Ziel und Anwendungsbereich – Ziel ist, „den Zugang zur alternativen Streitbeilegung zu erleichtern und die gütliche Beilegung von Streitigkeiten zu fördern, indem zur Nutzung der Mediation angehalten und für ein ausgewogenes Verhältnis zwischen Mediation und Gerichtsverfahren gesorgt wird.“
- Artikel 2: Grenzüberschreitende Streitigkeiten – Definition.
- Artikel 3: Begriffsbestimmungen – Definition „Mediation“ und „Mediator“.
- Artikel 4: Sicherstellung der Qualität der Mediation – bzgl. Verhaltenskodizes und Verfahren zur Qualitätskontrolle sowie die Aus- und Fortbildung von Mediatoren.
- Artikel 5: Inanspruchnahme der Mediation
- Artikel 6: Vollstreckbarkeit einer im Mediationsverfahren erzielten Vereinbarung
- Artikel 7: Vertraulichkeit der Mediation
- Artikel 8: Auswirkung der Mediation auf Verjährungsfristen
- Artikel 9: Information der breiten Öffentlichkeit
- Artikel 10: Information über zuständige Gerichte und Stellen
- Artikel 11: Überprüfung – die Europäische Kommission hat die Mediationsrichtlinie im Jahr 2016 zu überprüfen und ggf. Vorschläge für Anpassungen vorzulegen.[1]
- Artikel 12: Umsetzung
- Artikel 13: Inkrafttreten
- Artikel 14: Adressaten

## Internationaler Kontext
Es besteht derzeit (Stand: 2015) kein internationales Übereinkommen zur Vollstreckbarkeit einer durch Mediation erzielten Einigung. Nachdem im Juli 2014 die USA den Vorschlag unterbreiteten, die UNCITRAL Arbeitsgruppe II möge eine entsprechende Konvention entwickeln (in Analogie zum New Yorker Übereinkommen über die Anerkennung und Vollstreckung ausländischer Schiedssprüche), hielt die Arbeitsgruppe im Februar 2015 in New York entsprechende Beratungen.